# جيمس تشاو
جيمس تشاو (بالإنجليزية: James Chau)‏ هو صحفي بريطاني، ولد في 11 ديسمبر 1977.